# Глотовка (станция)
Глотовка — железнодорожная станция Волго-Камского региона Куйбышевской железной дороги. Расположена в пгт. Глотовка Инзенского района Ульяновской области. Находится на участке с тепловозной тягой Ульяновского ход Транссиба. Начало эксплуатации: 1898 год.

## История
В 1898 году была построена ветка Московско-Казанской железной дороги от ст. Инза до ст. Симбирск , а в лесу была сооружена железнодорожная станция Глотовка. В 1899 году около станции вырос посёлок для семей, обслуживающих железнодорожную инфраструктуру .
В 20-е годы XX века около посёлка возникла военная часть № 58661-85, до 19.02.2016 г. в/ч 55448; Глотовка-25, 101 арсенал ГРАУ, к которой были проложены подъездные пути.

## Деятельность
На станции осуществляются:
- Приём и выдача повагонных отправок грузов, допускаемых к хранению на открытых площадках станций.
- Приём и выдача грузов повагонными и мелкими отправками, загружаемых целыми вагонами, только на подъездных путях и местах необщего пользования
- Продажа билетов на все пассажирские поезда. Приём и выдача багажа не производится.

## Дальнее следование по станции
По состоянию на 2024 год через станцию курсируют следующие поезда дальнего следования:

### Круглогодичное движение поездов
| № поезда | Маршрут движения      | № поезда | Маршрут движения      |
| -------- | --------------------- | -------- | --------------------- |
| 63       | Димитровград — Москва | 64       | Москва — Димитровград |
| 115      | Уфа — Москва          | 116      | Москва — Уфа          |
| 347      | Уфа — Санкт-Петербург | 348      | Санкт-Петербург — Уфа |
| 353      | Пермь — Адлер         | 354      | Адлер — Пермь         |
| 391      | Челябинск — Москва    | 392      | Москва — Челябинск    |
| 609      | Уфа — Ульяновск       | 610      | Ульяновск — Уфа       |

### Сезонное движение поездов
| № поезда | Маршрут движения      | № поезда | Маршрут движения      |
| -------- | --------------------- | -------- | --------------------- |
| 251      | Димитровград — Москва | 252      | Москва — Димитровград |
| 451      | Ижевск — Адлер        | 452      | Адлер — Ижевск        |